# Brisaster
Brisaster is een geslacht van zee-egels uit de familie Schizasteridae.

## Soorten
- Brisaster antarcticus (Döderlein, 1906)
- Brisaster capensis (Studer, 1880)
- Brisaster fragilis (Düben & Koren, 1844)
- Brisaster kerguelenensis H.L. Clark, 1917
- Brisaster latifrons (A. Agassiz, 1898)
- Brisaster maximus H.L. Clark, 1937 †
- Brisaster moseleyi (A. Agassiz, 1881)
- Brisaster owstoni Mortensen, 1950
- Brisaster tasmanicus McKnight, 1974
- Brisaster townsendi (A. Agassiz, 1898)